# Frédéric-Guillaume IV
Frédéric-Guillaume IV (en allemand : Friedrich Wilhelm IV), né le 15 octobre 1795 à Berlin et décédé le 2 janvier 1861 au palais de Sanssouci, est le sixième roi de Prusse de 1840 à sa mort en 1861. Il est le fils aîné et successeur de Frédéric-Guillaume III et de son épouse Louise de Mecklembourg-Strelitz ; il est aussi le dernier prince souverain de Neuchâtel jusqu'en 1847.
En 1840, il est couronné roi de Prusse après le décès de son père. Au début de son règne, il cherche à faire augmenter le pouvoir de l'aristocratie terrienne. Il se détourne des mesures répressives de son père, notamment en ce qui concerne la censure, mais ne laisse pas le pouvoir aux assemblées populaires, préférant une collaboration avec des comités unis. L’événement majeur de son règne reste cependant la révolution de mars 1848 à Berlin. Les parlements sont dissous et les nouvelles assemblées proposent au Roi la couronne impériale d’Allemagne. Ce dernier refuse car l’assemblée n’est pas légitime et il est mis fin à la révolution, sans toutefois le bain de sang qui a caractérisé, peu auparavant à Paris, la répression de Cavaignac commandité par la bourgeoisie progressiste française: à Berlin, le vieux général von Wrangel ("Papa Wrangel") se contente de faire défiler ses troupes et de s'adresser aux Berlinois dans leur dialecte, et tout rentre dans l'ordre. À la fin de son règne, le roi est déclaré inapte à régner du fait de l’altération de ses facultés mentales ; c’est alors son frère et héritier, Guillaume, qui assure la régence jusqu’à la mort du roi.

## Prince royal

### Jeunesse

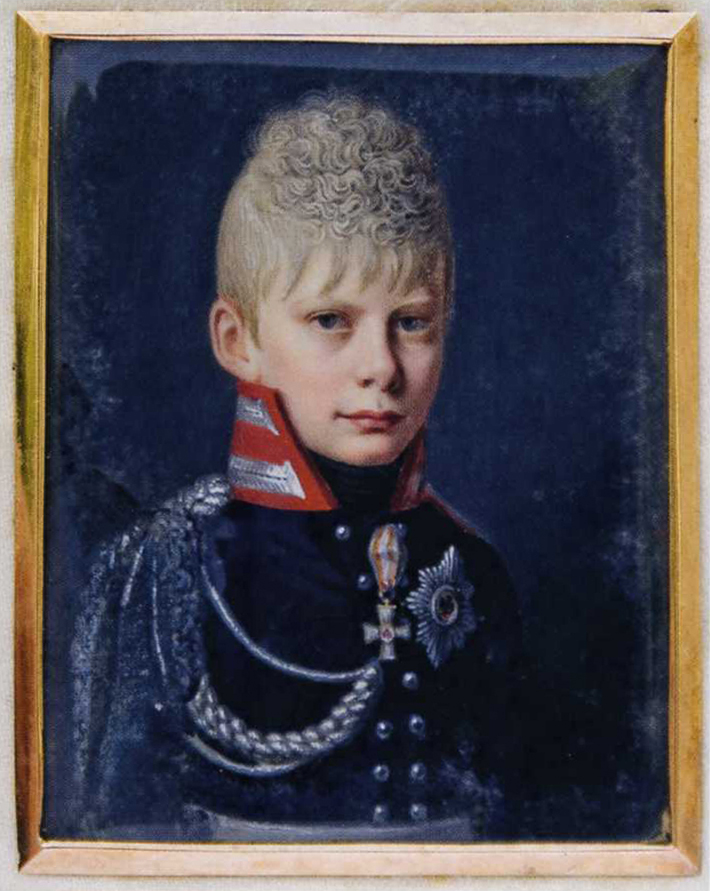
Portrait du jeune prince héritier Frédéric-Guillaume.

Beaucoup de précepteurs du jeune prince héritier sont des fonctionnaires expérimentés. Certains le marquent à vie, comme Frédéric Ancillon. Frédéric-Guillaume a une expérience militaire dans l'armée contre Napoléon Bonaparte, cependant il est un soldat indifférent. C'est un dessinateur qui manifeste un profond penchant pour les arts. Considéré comme un architecte ceint de la couronne, il prépare directement des projets et assume le suivi de certains autres comme les modifications urbanistiques de Berlin, la création de jardins, comme celui de sa villa italienne à Charlottenhof (avec Lenné), ou l'édification d'églises, de monuments ou de châteaux, comme le château de l'Orangerie. Il est le commanditaire de plusieurs grands artistes allemands, dont l'architecte Karl Friedrich Schinkel qu'il finance pour achever la cathédrale de Cologne, immense entreprise, et la reconstruction du château de Stolzenfels.
Frédéric-Guillaume, que l'on surnomme « le romantique sur le trône » ou encore le « Roi romantique », est passionné par le romantisme et affiche son goût du Moyen Âge. Il fait partager cette passion à ses frères et à ses cousins, propriétaires de plusieurs domaines et châteaux au bord du Rhin, pour leur faire faire des aménagements et des modifications dans un style néo-gothique romantique très découpé.

### Mariage et descendance
Il épouse Élisabeth de Bavière en 1823, mais le couple n'a pas d'enfant.
Avec Catherine von Tiesenhausen, petite-fille du maréchal russe Mikhaïl Koutouzov, il sera père de Félix Elston, grand-père à son tour de l'assassin de Raspoutine, le prince Félix Ioussoupov.

## Roi de Prusse

### Premières années du règne

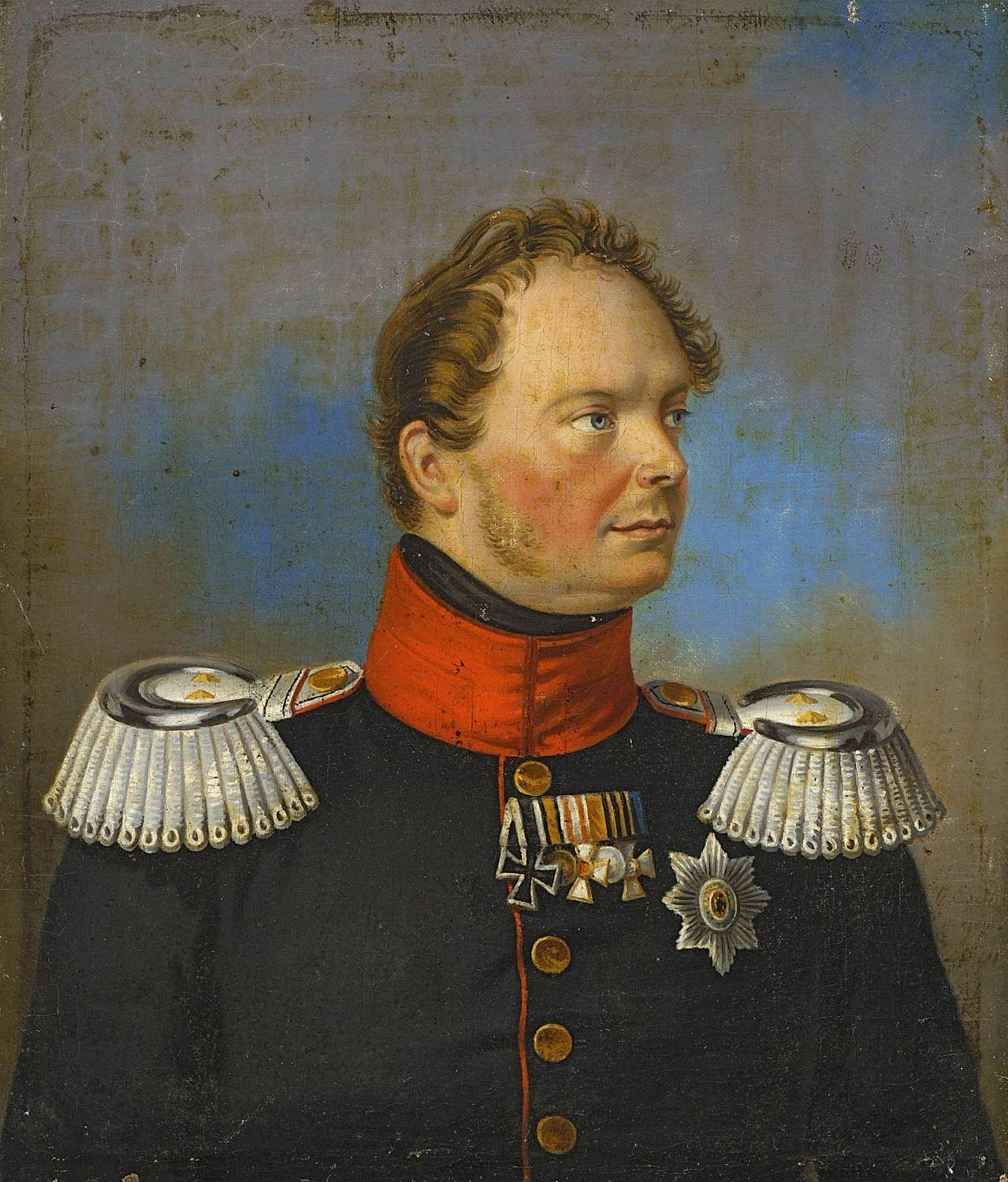
Frédéric Guillaume IV.

Son arrivée sur le trône à l'âge de quarante-cinq ans, le 7 juin 1840, soulève d'immenses espoirs. Son penchant pour le romantisme est considéré avec sympathie, cette attirance constituant un garant de l'identité allemande, et un changement est attendu pour en finir avec la politique répressive de son père. En effet, il met fin à la carrière de l'ancien ministre de la justice Karl Albert von Kamptz, rappelle von Boyen au poste de ministre de la Guerre, nomme les frères Grimm à l'Académie, et amnistie les prisonniers politiques. Il allège la censure en 1841, libère l'archevêque de Cologne, Mgr Clément-Auguste Droste zu Vischering, pour apaiser ses sujets rhénans, et rétablit l'usage habituel du polonais dans le grand-duché de Posen.
Cependant, inspiré par le piétisme, et influencé par le chancelier autrichien Metternich ou le tsar Nicolas Ier de Russie, son beau-frère, il refuse d'accorder une Constitution à ses sujets.
L'assemblée de Königsberg, empreinte pour cause d'un certain esprit kantien, est la première à lui rappeler les promesses de 1815. Le roi réunit les parlements provinciaux, mais sans véritable effet. Pourtant ceux-ci, notamment ceux de Westphalie, de Prusse et de Coblence, réclament en 1845 de reprendre le débat constitutionnel. À l'occasion de la discussion parlementaire autour du projet de construction du Ostbahn, ligne de chemin de fer reliant Berlin à Königsberg. Une session du Landtag uni est convoquée ; les débats, ayant pour thème principal le montant de la participation de l'État à la construction de cette ligne ferroviaire, sont largement commentés dans la presse, en particulier rhénane, la plus libérale.
En 1848, il renonce à son titre de prince de Neuchâtel en Suisse, à la suite de la révolution qui a secoué la principauté et instauré la république. Il s'y était rendu en visite officielle, en compagnie de son épouse Elisabeth de Bavière, en 1842.

### Après la révolution

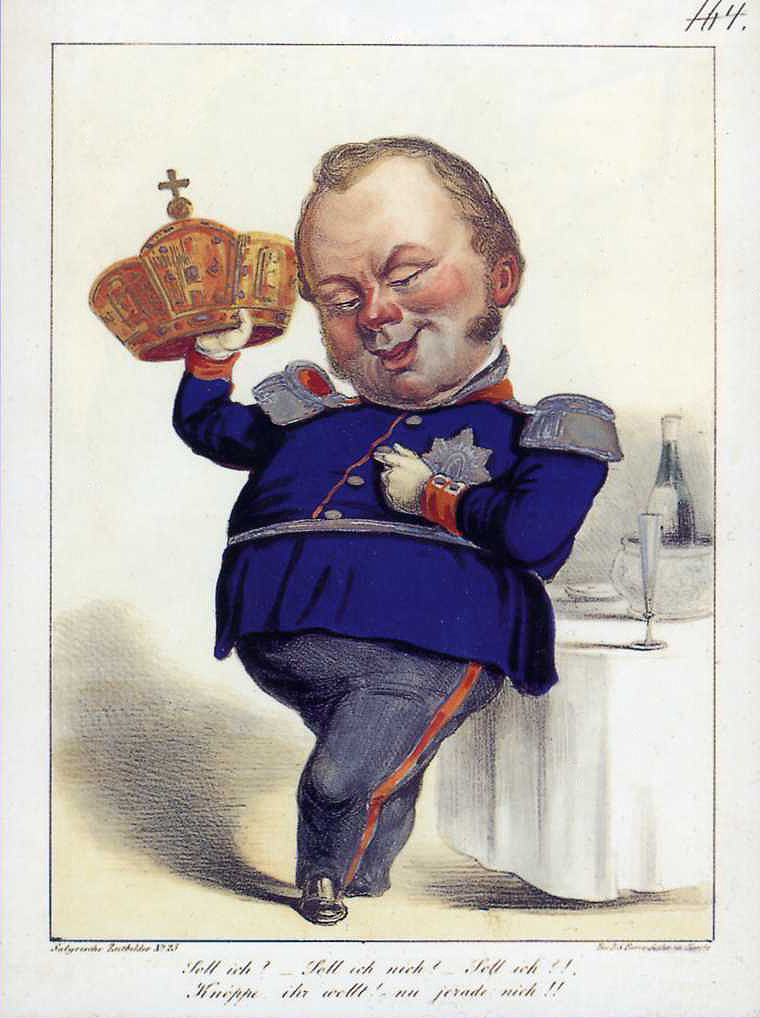
« Je dois la prendre ? ou pas ? si ?! » (caricature de 1848).

D'abord opposé à l'unification de l'Allemagne et favorable à une direction autrichienne de l'Allemagne (ce qu'on appelle la « Solution grande-allemande » ou großdeutsche Lösung en Allemand), il accepte lors des révoltes de 1848 de promouvoir l'unification et la formation d'un gouvernement libéral. Cependant lorsqu'il reprend la situation en main, il fait occuper Berlin par l'armée et dissout l'assemblée en décembre. Lorsque l'assemblée nationale de Francfort lui propose le 3 avril 1849 la couronne d'Allemagne, il la refuse, officiellement car il considère que ce titre ne pourrait lui être accordé que par l'ensemble des princes et rois d'Allemagne, en privé il déclare qu'il « ne la ramasserait pas dans le caniveau ». Lui, roi de droit divin, ne veut pas devenir un roi de droit populaire, élu par les « cordonniers et les gantiers », et « béni par les charcutiers et les boulangers »,. Il essaye d'établir l'union d'Erfurt, un rassemblement des États excluant l'Autriche, mais par la reculade d'Olmütz, le 29 novembre 1850, il y renonce face à la résistance autrichienne. En réaction, il oppose une fin de non-recevoir lorsque le jeune empereur François-Joseph Ier d'Autriche demande la main de la princesse Anne de Prusse.

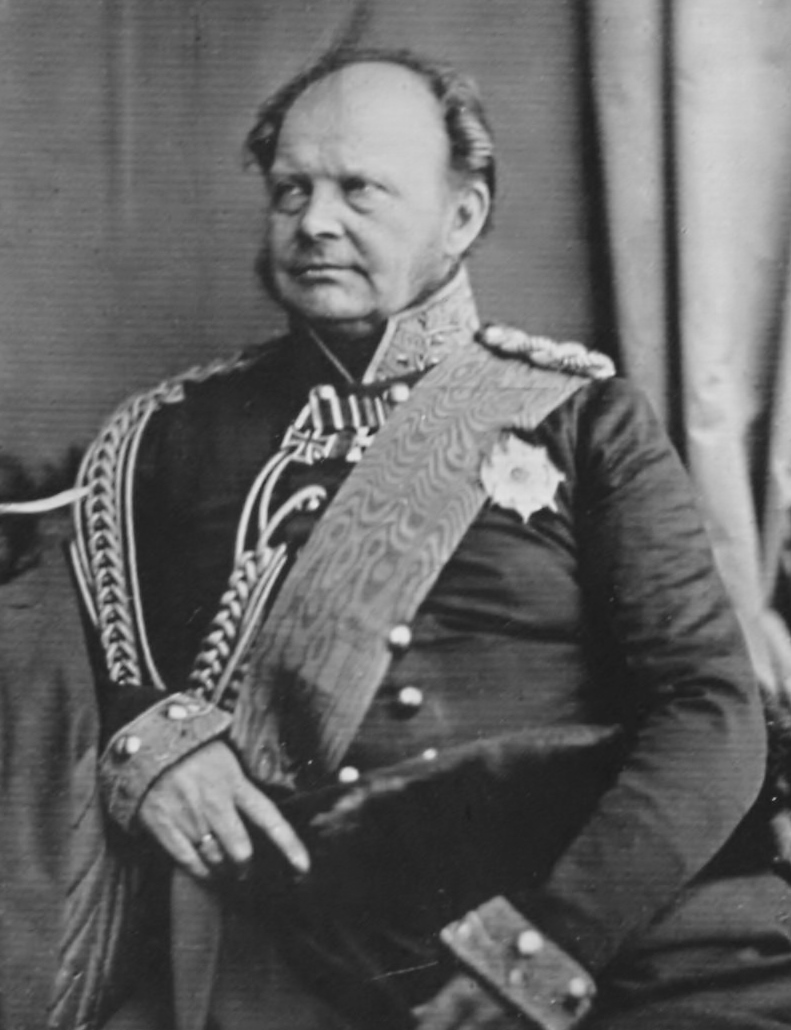
Photographie de Frédéric-Guillaume IV (1847).

Plutôt que de revenir à la règle bureaucratique, Frédéric-Guillaume promulgue alors une nouvelle constitution, instituant le parlement de deux chambres sur le modèle britannique, la chambre haute composée de membres de l'aristocratie et la chambre basse élue selon un système censitaire, dépendant donc des impôts payés. Le roi conserve le droit de nommer tous les ministres et les fonctionnaires et garde ainsi la maîtrise de la bureaucratie et de l'armée. Cette constitution demeure en place jusqu'à la défaite de 1918.
Une congestion cérébrale laisse le roi partiellement paralysé et largement incapable mentalement. Comme il est sans postérité, c'est son frère cadet Guillaume qui assume la régence à partir de 1858, avant de lui succéder sous le nom de Guillaume Ier de Prusse lorsque Frédéric-Guillaume meurt à 65 ans en 1861. Il est enterré dans la crypte de l'église Friedenskirche (église de la paix).

## Généalogie
Frédéric-Guillaume IV de Prusse appartient à la première branche de la maison de Hohenzollern. Cette lignée donna des électeurs au Brandebourg, des rois à la Prusse et des empereurs à l'Empire allemand.